# Корнехо, Хуан
Хуан Франсиско Корнехо Пальма (исп. Juan Francisco Cornejo Palma; 27 февраля 1990, Пичидегуа) — чилийский футболист, защитник клуба «Аудакс Итальяно» и сборной Чили.

## Клубная карьера
Корнехо начал профессиональную карьеру в клубе «Магальянес». 27 февраля 2011 года в матче против «Эвертона» из Винья-дель-Мар он дебютировал в Примере B. 8 мая в поединке против «Сан-Маркос де Арика» Хуан забил свой первый гол за «Магальянес». В 2013 году контракт с клубом истёк и Корнехо на правах свободного агента перешёл в «Аудакс Итальяно». 25 января в матче против «Рейнджерс» из Талька он дебютировал в чилийской Примере. 3 ноября в поединке против «Эвертона» Хуан забил свой первый гол за «Аудакс Итальяно».
В начале 2017 года Корнехо перешёл в мексиканский «Леон». 15 января в матче против «Некаксы» он дебютировал в мексиканской Примере.

## Международная карьера
29 января 2015 года в товарищеском матче против сборной США Корнехо дебютировал за сборную Чили.

## Титулы и достижения
- Чемпион Чили (3): 2019, 2020, 2021
- Финалист Кубка Чили (1): 2011
- Обладатель Суперкубка Чили (2): 2019, 2021 (не играл)